# پاسکواله ده لوکا
پاسکواله ده لوکا (انگلیسی: Pasquale de Luca؛ زادهٔ ۲۶ مهٔ ۱۹۶۲) بازیکن فوتبال اهل کانادا بود.
وی همچنین در تیم ملی فوتبال کانادا بازی کرده‌است.